# Human Nature
Human Nature ("Mänsklig natur") är en fransk-amerikansk komedifilm från 2001.

## Handling
Lila (Patricia Arquette) är en tjej som har problem med generande hårväxt över hela kroppen. Hon blir kär i forskaren Nathan (Tim Robbins) som har bestämt sig för att lära möss bordskick. En dag hittar Lila och Nathan en djurisk man (Rhys Ifans), som har blivit uppfostrad att leva som en apa i vildmarken. Nathan ser sin chans till berömmelse. Han tänker omvandla mannen till en bildad och belevad människa!

## Om filmen
Human Nature regisserades av Michel Gondry. Manuset skrevs av Charlie Kaufman.

## Rollista (i urval)
- Patricia Arquette - Lila Jute
- Rhys Ifans - Puff
- Tim Robbins - Nathan Bronfman
- Ken Magee - polis
- Sy Richardson - polis
- David Warshofsky - polis
- Hilary Duff - ung Lila Jute
- Peter Dinklage - Frank
- Rosie Perez - Louise
- Miranda Otto - Gabrielle